# Ir (mythologie)
Pour les articles homonymes, voir IR.
Dans la mythologie égyptienne, Ir (l'œil), est la personnification de la vue. Il est souvent représenté au côté de Thot ou de Khonsou. Avec Sedjem, il assume le rôle de scribe de Thot. Avec Hou et Sia, Ir et Sedjem font partie des auxiliaires de Thot,.